# Smooth
« Smooth » redirige ici. Pour la danse de salon, voir American Smooth.
Smooth est un groupe de musique électronique français, originaire de Nantes, en Loire-Atlantique, actif pendant les années 2000.

## Biographie
Smooth est formé en 2002 à Nantes, et composé de David « dTwice » Darricarerre (chant, guitare, piano, machines), Nicolas Berrivin (basse, machines Akai MPC) et Christophe Declercq (batterie, machines Akai MPC). Le trio produit et publie la même année un premier EP 5 titres, intitulé Gimme Some. Partageant le même management que Sinclair, Smooth réussit son passage aux Transmusicales de Rennes en 2003 et tourne en compagnie du chanteur funk. Son style couvre une palette allant du trip-hop au funk et de la pop au jazz.
Un éventail que le groupe baptise « electro-soul » dès son premier album An Electro Soul Experience, publié en mars 2005,,,. L'album atteint la 125e place des top albums français.
Smooth se construit une très bonne réputation en tournée et dans les festivals, ses morceaux passent sur Radio Nova et se fait connaître hors des frontières, notamment en Amérique du Sud où il reste six semaines. En 2006 sort son deuxième album The Endless Rise of the Sun, dont le générique inclut Sinclair, Yann Tiersen et plusieurs DJ. Il atteint la 127e place des top albums français.
Le groupe se sépare en 2010. David Darricarerre poursuit alors sa carrière musicale en fondant le groupe dTwice.